# Princeton Engineering Anomalies Research
 (octobre 2015).
Si vous disposez d'ouvrages ou d'articles de référence ou si vous connaissez des sites web de qualité traitant du thème abordé ici, merci de compléter l'article en donnant les références utiles à sa vérifiabilité et en les liant à la section « Notes et références ».

Le laboratoire Princeton Engineering Anomalies Research (PEAR) a été établi en 1979 par Pr. Robert G. Jahn, alors doyen de la faculté d'ingénierie et de sciences appliquées de l'université de Princeton afin d'étudier les interactions entre la psyché et les systèmes physiques, et plus particulièrement les systèmes aléatoires. Le PEAR dépend du département MEAS (Mechanics and Aerospace) de la SEAS (School of Engineering and Applied Science) de l'université de Princeton. 
Le PEAR est composé d'une équipe pluridisciplinaire (ingénieurs, physiciens, psychologues) mettant en place des expériences et tentant de fournir des modèles théoriques afin de mieux comprendre le rôle de la conscience dans la réalité physique. 
Le Program Director est Robert G. Jahn, et la Laboratory Manager Brenda J. Dunne.
PEAR a fermé ses portes en février 2007 et a été intégrée aux "International Consciousness Research Laboratories" (ICRL).
PEAR étudiait des sujets tels que la psychokinésie (PK) et la visualisation à distance, . En raison de la nature controversée du sujet, le programme entretenait des relations tendues avec Princeton et était considéré comme embarrassante pour l'université,,,,. 
Les activités de PEAR ont été critiquées pour leur manque de rigueur scientifique, leur mauvaise méthodologie et leur mauvaise utilisation des statistiques ,  et ont été qualifiées de pseudoscience.

## Activités
Une grande partie de la recherche au sein de PEAR consiste à voir s'il existe des corrélations entre la sortie de systèmes aléatoires et l'intention d'une personne appelée "opérateur", tentant d'influencer mentalement le système dans un sens. La recherche expérimentale du PEAR est principalement orientée approche universaliste. D'après les publications, il existerait une influence très faible, mais suffisamment consistante pour devenir statistiquement significative lorsque les expériences sont répétées suffisamment de fois. La plupart des expériences sont menées sur des REG (Random Event Generators, voir Générateur de nombres aléatoires), basés sur un bruit électronique. D'autres systèmes ont été utilisés, notamment une machine de Galton, ou un pendule linéaire... Les expériences utilisant un générateur aléatoire se trouvent directement dans la lignée de celles menées par Helmut Schmidt (le parapsychologue).
Si la vocation de PEAR est de se focaliser sur les systèmes physiques, des expériences dites de Remote Perception ont aussi été menées, dans la lignée des expériences de vision à distance de Targ et Puthoff ou May. Un article récent résume et explique les résultats des expériences de Remote Perception au sein de PEAR.
La troisième partie des activités de PEAR consiste à essayer d'expliquer les résultats expérimentaux, qui semblent ne pas cadrer avec les modèles et théories actuels. Les modèles imaginées par PEAR sont plus des outils permettant de conceptualiser les phénomènes que des théories prédictives. Parmi ces théories, on peut mentionner "la mécanique quantique de la conscience", qui élargit et empreinte des concepts issus de la mécanique quantique, les modèles appelés M5 ou M* (voir les publications pour plus de détails).

## Mécènes
La recherche au sein de PEAR n'a été possible que grâce à de généreux organismes et individus, tels que : M. Richard Adams, the Geraldine R. Dodge Foundation, the Fetzer Institute, the Institut für Grenzgebiete der Psychologie und Psychohygiene, the Lifebridge Foundation, the James S. McDonnell Foundation, the Ohrstrom Foundation, M. Laurance S. Rockefeller, et M. Donald Webster.